# شهرستان جنوب شرقی
شهرستان جنوب شرقی (به لاتین: Sud-Est Department) یک شهرستان در هائیتی است.

## خصوصیات
شهرستان جنوب شرقی ۲٬۰۳۴٫۱۰ کیلومترمربع مساحت و ۶۳۲٬۶۰۱ نفر جمعیت دارد.